# Aida Mohammadkhani
Aida Mohammadkhani (in persiano: آیدا محمدخانی; Teheran, 2 giugno 1987) è un'attrice iraniana.

## Biografia
Seconda di quattro figli, Aida è diventata famosa nel 1995, quando ha esordito nel cinema a soli 7 anni, interpretando il ruolo della piccola protagonista nel pluripremiato film Il palloncino bianco di Jafar Panahi. Sempre negli anni 90 ha preso parte ad altre tre pellicole e a qualche serie tv. Una volta diventata maggiorenne ha preferito ritirarsi a vita privata, per intraprendere gli studi di psicologia clinica all'Università al-Azhar, dove poi si è laureata; nel 2018 vi ha anche conseguito il dottorato in neuroscienze cognitive, ottenendo tra l'altro una borsa di studio con la quale è entrata in servizio all'Università di Calgary.

## Filmografia
- Il palloncino bianco (1995)
- Raaz Mina (1996)
- Lo specchio (1997)
- Ebrahim (1998)